# Роберт Есмі
Роберт Есмі (англ. Robert Esmie; нар. 5 липня 1972, Кінгстон, Ямайка) — канадський легкоатлет, що спеціалізується на спринті, олімпійський чемпіон 1996 року, дворазовий чемпіон світу.

## Кар'єра
| Рік                | Змагання                     | Місто               | Місце              | Дисципліна            | Примітки           |
| Представник Канада | Представник Канада           | Представник Канада  | Представник Канада | Представник Канада    | Представник Канада |
| ------------------ | ---------------------------- | ------------------- | ------------------ | --------------------- | ------------------ |
| 1993               | Чемпіонат світу              | Штутгарт, Німеччина | 7 (півфінал)       | біг на 100 метрів     | 10.23              |
| 1993               | Чемпіонат світу              | Штутгарт, Німеччина | 3                  | естафета 4×100 метрів | 37.83              |
| 1995               | Чемпіонат світу в приміщенні | Барселона, Іспанія  | 3                  | біг на 60 метрів      | 6.55               |
| 1995               | Чемпіонат світу              | Гетеборг, Швеція    | 1                  | естафета 4×100 метрів | 38.31              |
| 1996               | Олімпійські ігри             | Лос-Анджелес, США   | 1                  | естафета 4×100 метрів | 37.69              |
| 1997               | Чемпіонат світу в приміщенні | Париж, Франція      | 3 (півфінал)       | біг на 60 метрів      | 6.54               |
| 1997               | Чемпіонат світу              | Афіни, Греція       | 3 (чвертьфінал)    | біг на 100 метрів     | 10.25              |
| 1997               | Чемпіонат світу              | Афіни, Греція       | 1                  | естафета 4×100 метрів | 37.86              |